# ピノレシノール
ピノレシノール（pinoresinol）は、エゴノキ属植物やレンギョウ（Forsythia suspensa）中に見出されるリグナンである。モンシロチョウ（Pieris rapae）の幼虫中にも見出されており、アリに対する防御物質として働いている。
食品では、ゴマ種子やアブラナ属（Brassica）野菜、オリーブ油にも含まれている。

## 生合成
初の形成性操作タンパク質（ディリジェントタンパク質）はアイノコレンギョウ（Forsythia × intermedia）で発見された。このタンパク質はコニフェリルアルコール単量体からの (+)-ピノレシノールの立体選択的生合成を指図することが明らかにされた。最近、2つ目のエナンチオ相補的な形成性操作タンパク質がシロイヌナズナ（Arabidopsis thaliana）で同定された。このタンパク質は (−)-ピノレシノールのエナンチオ選択的合成を指示する。

形成性操作タンパク質の存在下でモノリグノールラジカルが反応して (+)-ピノレシノールが形成される。

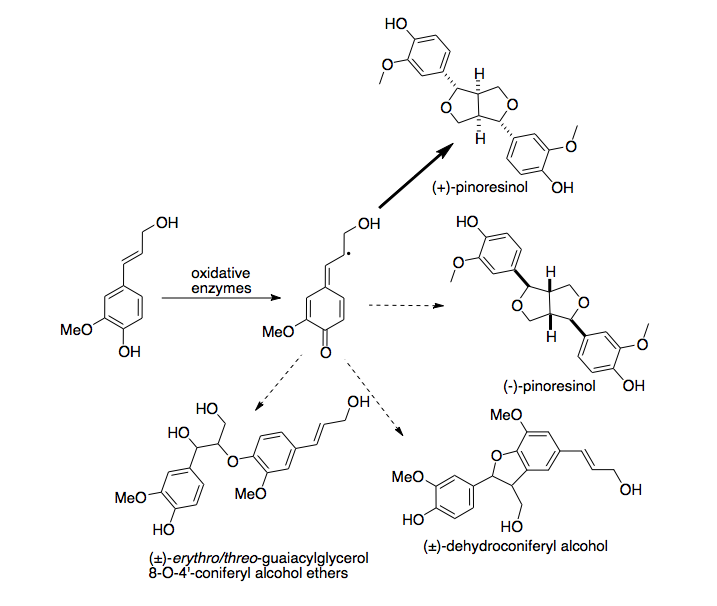
アイノコレンギョウ由来の形成性操作タンパク質の存在下では、(+)-ピノレシノールの生産が大幅に高められ、その他の二量化生成物の生産は阻害される。

## 薬理学
ピノレシノールはin vitroでα-グルコシダーゼを阻害し、したがって血糖降下薬として働くかもしれない。エキストラヴァージンオリーブ油に関する研究では、ピノレシノールがin vitroでがんに対する化学的予防特性を持つことが示された。

## エンテロリグナン類への代謝
ピノレシノールとその他の植物リグナンは人体内の腸内細菌叢によってエンテロリグナン類へと変換される。